# Королевщина (Тверская область)
Королевщина — деревня в Жарковском районе Тверской области. В составе Новосёлковского сельского поселения, в 2006—2013 годы центр Сычевского сельского поселения.
Находится в 33 километрах к юго-западу от районного центра посёлка Жарковский, на левом берегу реки Межа. Через реку, к деревне Сыр, перекинут пешеходный висячий мост.
Население по переписи 2002 года — 138 человек (61 мужчина и 77 женщин).

## История
В конце XVIII—начале XX века Королевщина относилась к Велижскому уезду Витебской губернии.

В 1997 году — 68 хозяйств, 164 жителя. Администрация сельского округа, лесничество, средняя школа, ДК, библиотека, фельдшерский пункт, отделение связи, магазин.
В деревне братская могила воинов, павших в годы Великой Отечественной войны (деревня была оккупирована в июле 1941 года, освобождена в январе 1942 года).